# FPC (企業)
FPC株式会社（英: FPC Inc.）は、静岡県静岡市に本社を置く卓球に特化した総合サービス事業を幅広く展開している企業。

## 概要
- プロ卓球選手の森薗政崇が代表取締役を務めている。[2]
- 2018年12月インパクトHD株式会社が出資
- 2020年2月 卓球総合サイト「Mingles」をリリース
- 2021年1月4日 東京神楽坂に卓球スタジオ「T-CROWN」をオープン。
- 2021年1月8日 ECサイト構築などEC分野のリーディングカンパニーである株式会社Eストアーと資本業務提携を結んだことを発表した。

## 事業コンセプト
- 「卓球の力で日本を元気に!」

## 事業内容
- スポーツ用品の仕入れ、販売
- スポーツ選手のマネジメントおよびプロモーション業務
- スポーツ選手の広告宣伝業務およびその代理業務
- コンサルティング事業
- 卓球に特化した情報ポータルサイト「Mingles(ミングルス)」の運営
- 卓球スタジオ「T-CROWN」の運営

## 所属選手
- 吉田雅己
- 森薗政崇
- 森薗美咲
- 町飛鳥
- 鈴木笙

NEXT ATHLETE
- 香取悠珠子
- 郡司景斗
- 月原弘暉
- 日下部詩季

## 卓球スタジオT-CROWN
2021年1月4日オープン。元世界選手権代表の森薗美咲、元実業団選手の板倉健信、森薗姉弟の父森薗誠らがコーチングスタッフとして愛好家からジュニアアスリートまで指導している。
- 東京都新宿区天神町36-1 ユウビル1F